# Mini Israel

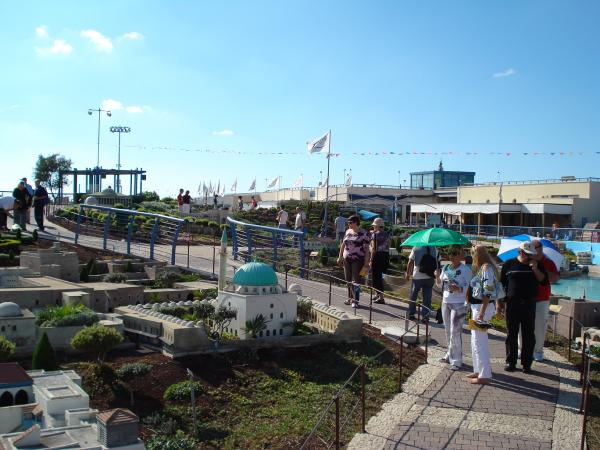

Mini Israel là một công viên thu nhỏ nằm ở Ayalon Valley, gần Latrun, Israel. Nhìn từ trên cao, công viên này có hình dạng như biểu tượng ngôi sao David. Nó có 385 mô hình thu nhỏ trên 35 mẫu Anh (14 ha) và một trung tâm mua sắm nhỏ và triển lãm. Công viên mở cửa vào năm 2002 và được chính thức khai trương vào ngày 7 tháng 4 năm 2003.

## Hình ảnh

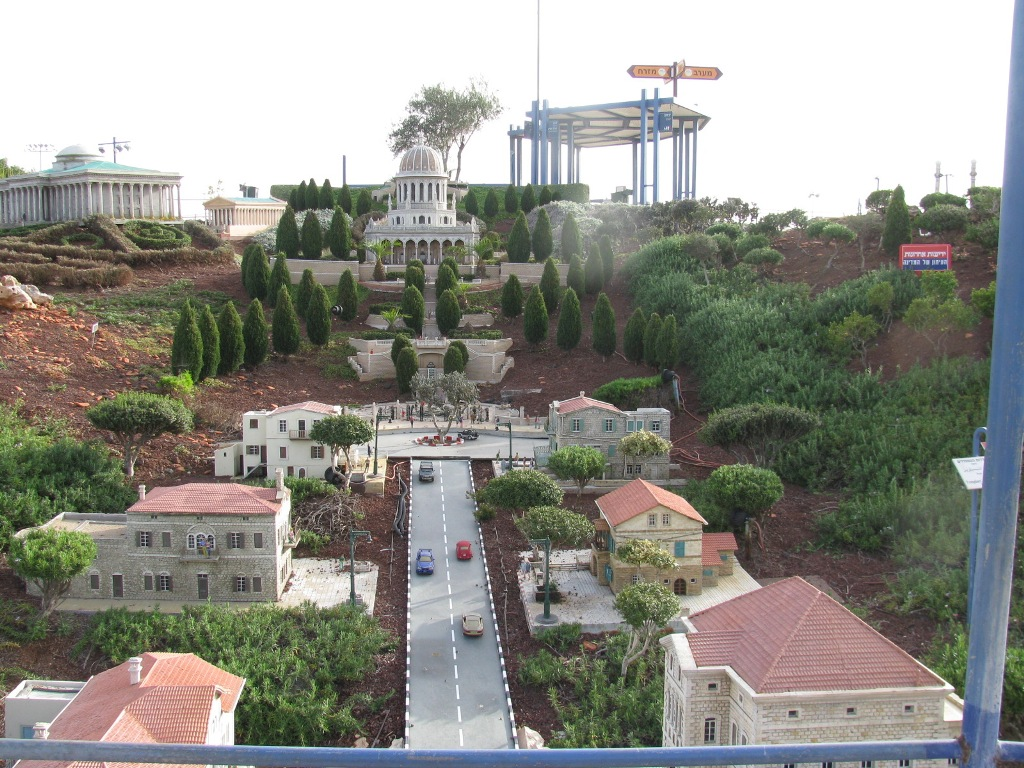
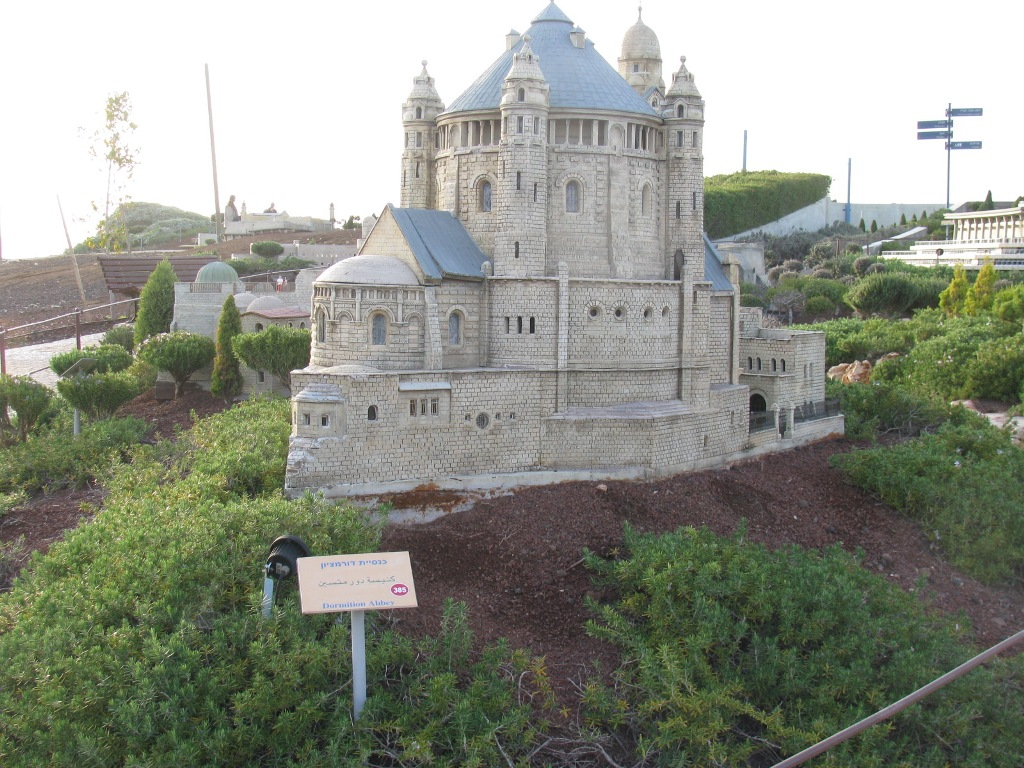
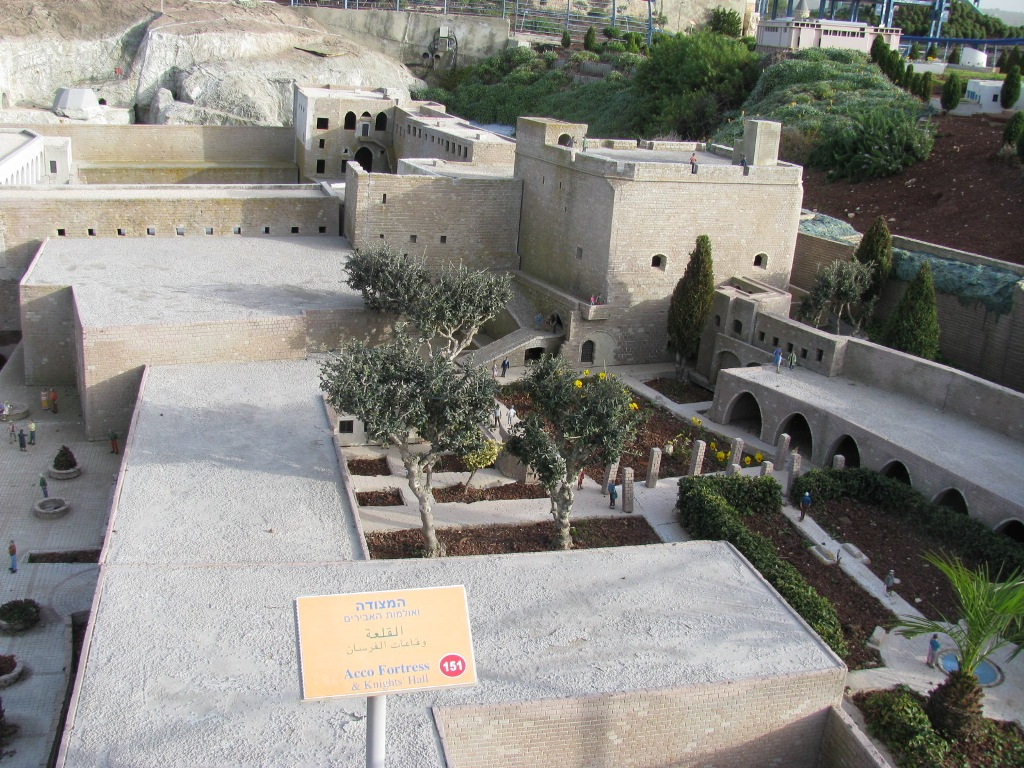